# Hai (sous-marin)
Le sous-marin de poche Hai (requin) est un prototype de la marine allemande développé sans succès vers la fin de la Seconde Guerre mondiale pour le K-Verband.

## Développement
Le Hai a été créé par le docteur Cornelius au printemps de 1945 comme une amélioration du Marder.
La partie pilotée comprenait en son centre l'ajout d'une deuxième section de torpille ce qui permettait de doubler les batteries donc de gagner en vitesse et en autonomie.
Comme le Marder mais contrairement au Neger, il pouvait plonger et était équipé d'un détecteur acoustique Hase.
L'armement, une torpille G7e, était inchangé.
Le prototype fut testé de manière approfondie jusqu'à la reddition inconditionnelle de la Wehrmacht où il fut détruit pour ne pas le laisser passer aux mains de l'ennemi , mais le sous-marin était difficile à manœuvrer en raison de sa grande longueur et il tenait mal la mer et il n'y eut pas de production en série.
La photo avec poste de pilotage décalé au centre et gouvernails de profondeur supplémentaires à l'avant existe, parfois appelé Hase (probablement à tort par référence au détecteur acoustique), semble être un développement du Hai et non un programme distinct.

## Sources
- Harald Fock: Marine-Kleinkampfmittel. Bemannte Torpedos, Klein-U-Boote, Kleine Schnellboote, Sprengboote gestern – heute – morgen. Nikol, Hamburg 1996,  (ISBN 3-930656-34-5), pages 62–63.
- Helgason, Guðmundur. "Molch (Salamander)". German U-boats of WWII - uboat.net : https://uboat.net/types/molch.htm.
- Prenatt, Jamie & Stille, Mark (2014). Axis Midget Submarines: 1939–45. Oxford, UK: Osprey Publishing.  (ISBN 978-1-4728-0122-7).